# Brommella spirula
Brommella spirula là một loài nhện trong chi Brommella, họ Dictynidae.
Loài này được Shuqiang Li miêu tả năm 2017. Tính từ định danh loài có nguồn gốc từ tiếng Latinh spirula nghĩa là "xoắn ốc" để nói tới hình dạng của các ống giao cấu của nhện cái.

## Phân bố
Loài này được tìm thấy ở cao độ 374 m trong hang Quảng Dưỡng, 23°31.106′B 107°23.623′Đ / 23,518433°B 107,393717°Đ thuộc địa phận thôn Quảng Dưỡng (广养, Guǎngyǎng), trấn Tư Lâm (思林, Sīlín), huyện Điền Đông, địa khu Bách Sắc, Quảng Tây, Trung Quốc.